# Бреков
Бреков (слч. Brekov) насељено је мјесто са административним статусом сеоске општине (слч. obec) у округу Хумење, у Прешовском крају, Словачка Република.

## Становништво
| Година:    | 1994. | 2004.   | 2014.   | 2024.   |
| ---------- | ----- | ------- | ------- | ------- |
| Број људи: | 1236  | 1262    | 1368    | 1308    |
| Разлика:   |       | +2,10 % | +8,39 % | -4,38 % |

| Година:    | 2023. | 2024.   |
| ---------- | ----- | ------- |
| Број људи: | 1321  | 1308    |
| Разлика:   |       | -0,98 % |

Према подацима о броју становника из 2024. године насеље је имало 1308 становника.